# Жаловага Анатолій Степанович
Жалова́га Анато́лій Степа́нович (нар. 28 липня 1957, Роздільна, Одещина) — український релігієзнавець, кандидат філософських наук, засновник і перший ректор Українського гуманітарного інституту (УГІ) у Бучі. Депутат Бучанської міської ради, відмінник освіти України.

## Біографія
Народився 28 липня 1957 року в місті Роздільна Одеської області.

### Освіта
- 1992 — закінчив Бакинський педагогічний інститут.[7]
- 1994 — отримав ступінь бакалавра богослов’я (BTh)[2] у Коледжі ім. Спайсера[en], Пуне, Індія.[7]
- 1995 — здобув ступінь магістра гуманітарних наук (MA in Religion[8]) в Університеті ім. Ендрюса[en], США.[7]
- 1999 — захистив докторську дисертацію (PhD) у Південно-західному адвентистському університеті[en], США.[7]
- 2002 — присуджено науковий ступінь кандидата філософських наук (09.00.11 — релігієзнавство) в Інституті філософії ім. Г. Сковороди НАН України.[5]

### Професійна діяльність
- 1978 — розпочав пасторське служіння у місті Кіровабад (нині Гянджа).[7]
- 1999-2012 — засновник і ректор Українського гуманітарного інституту (Буча, Київська обл.).[7][2]
- Депутат Бучанської міської ради.[6][9]
- Член Сенату Вищої школи теології та гуманітарних наук ім. Міхала Беліни-Чеховського[pl] (Польща) на каденцію 2023–2028, директор міжнародних студій, директор Інституту соціальних наук[10]

## Нагороди
- Відмінник освіти України [6]